# جيمس تشارلز كوكس
جيمس تشارلز كوكس (بالإنجليزية: James Charles Cox)‏ هو طبيب أسترالي، ولد في 21 يوليو 1834، وتوفي في 29 سبتمبر 1912.